# Velocidad térmica
La velocidad térmica es una velocidad típica del movimiento térmico de las partículas que forman un gas, líquido, etc. Así, indirectamente, la velocidad térmica es una medida de la temperatura. Técnicamente hablando, es una medida del ancho del pico en la distribución de velocidad de partículas de Maxwell-Boltzmann. Hay que tener en cuenta que, en el sentido más estricto, la velocidad térmica no es una velocidad, ya que la velocidad generalmente describe un vector en lugar de simplemente una velocidad escalar. 
Dado que la velocidad térmica es solo una velocidad "típica", se pueden usar y se usan varias definiciones diferentes. 
Tomando  {\displaystyle k_{B}}para ser la constante de Boltzmann,  {\displaystyle T} es la temperatura, y  {\displaystyle m} es la masa de una partícula, entonces podemos escribir las diferentes velocidades térmicas: 

## En una dimensión
Si  {\displaystyle v_{th}} se define como la raíz cuadrada media de la velocidad en cualquier dimensión (es decir, en cualquier dirección única), luego 
{\displaystyle v_{th}={\sqrt {\frac {k_{B}T}{m}}}}.
Si  {\displaystyle v_{th}}se define como la media de la magnitud de la velocidad en cualquier dimensión (es decir, en cualquier dirección única), luego 
{\displaystyle v_{th}={\sqrt {\frac {2k_{B}T}{\pi m}}}}.

## En tres dimensiones
Si  {\displaystyle v_{th}}se define como la velocidad más probable, entonces 
{\displaystyle v_{th}={\sqrt {\frac {2k_{B}T}{m}}}}.
Si  {\displaystyle v_{th}} se define como la raíz cuadrada media de la velocidad total (en tres dimensiones), luego 
{\displaystyle v_{th}={\sqrt {\frac {3k_{B}T}{m}}}}.
Si  {\displaystyle v_{th}}se define como la media de la magnitud de la velocidad de los átomos o moléculas, entonces 
{\displaystyle v_{th}={\sqrt {\frac {8k_{B}T}{m\pi }}}}.
Por todas estas definiciones  {\displaystyle v_{th}}cae en el rango de 
{\displaystyle v_{th}=(1.6\pm 0.2){\sqrt {\frac {k_{B}T}{m}}}}.

## Velocidad térmica a temperatura ambiente
A los 20 °C (293.15 Kelvin), la velocidad térmica media de los gases comunes es:
| Gas                | Velocidad térmica                       |
| ------------------ | --------------------------------------- |
| Hidrógeno          | 1754 metros por segundo (5754,6 pies/s) |
| Helio              | 1245 metros por segundo (4084,6 pies/s) |
| Vapor de agua      | 585 metros por segundo (1919,3 pies/s)  |
| Nitrógeno          | 470 metros por segundo (1542,0 pies/s)  |
| Aire               | 464 metros por segundo (1522,3 pies/s)  |
| Argón              | 394 metros por segundo (1292,7 pies/s)  |
| Dióxido de carbono | 375 metros por segundo (1230,3 pies/s)  |